# Коронач південний
Коронач південний (Goura scheepmakeri) — вид птахів з родини голубиних, роду короначів, або вінценосних голубів. Поширені переважно на території Нової Гвінеї.
Вперше знайдений, досліджений та класифікований Отто Фіншом у 1876 році.
Тривалий час птахів винищували заради смачного м'яса та прикрас із пір'я. Нині вид перебуває під охороною, оскільки частково під загрозою вимирання.